# Marcus Gavius Crispus Numisius Iunior
Marcus Gavius Crispus Numisius Iunior (vollständige Namensform Marcus Gavius Marci filius Velina Crispus Numisius Iunior) war ein im 2. Jahrhundert n. Chr. lebender römischer Politiker. Durch Inschriften sind einzelne Stationen seiner Laufbahn bekannt, die er in der zweiten Hälfte des 2. Jahrhunderts absolvierte. Seine Laufbahn ist in den Inschriften als cursus inversus, d. h. in absteigender Reihenfolge wiedergegeben.
Die erste Inschrift wurde von seiner Frau, Priscilla, errichtet. Aus ihr geht hervor, dass Numisius Iunior zunächst als Xvir Stlitibus Iudicandis Richter an einem Zivilgericht war. Anschließend leistete er seinen Militärdienst als Tribunus laticlavius in der Legio IIII Flavia Felix, die ihr Hauptlager in Singidunum in der Provinz Moesia superior hatte und war damit Stellvertreter des Legionskommandanten. Danach wurde er Quästor, Volkstribun (Tribunus plebis) sowie Prätor. Als nächste Stufe in seiner Karriere übernahm er als Legatus legionis das Kommando über die Legio X Gemina, die ihr Hauptlager in Vindobona in der Provinz Pannonia superior hatte. Danach war er Statthalter (Proconsul) in der Provinz Lycia et Pamphylia. Nachdem er in einem unbestimmten Jahr das Amt des Konsuls übernommen hatte, wurde er noch Statthalter in der Provinz Asia.
Eine zweite Inschrift wurde vermutlich ebenfalls zu Ehren von Numisius Iunior errichtet. Aus dieser Inschrift geht hervor, dass er die Ämter des Quästors, des Volkstribuns und des Prätors mit der Unterstützung des Kaisers erlangte (candidatus). Eine dritte Inschrift wurde durch seine Schwester, Basilla, und seine Tochter, Procula, errichtet; aus ihr geht hervor, dass der Verstorbene Mitglied in der Priesterschaft der Fetialen war.
Numisius Iunior war in der Tribus Velina eingeschrieben. Sein Vater war vermutlich Marcus Gavius Appalius Maximus.
Die Laufbahn von Numisius Iunior wird unterschiedlich datiert. Laut Werner Eck (2000) wäre es denkbar, dass Numisius Iunior entweder um 175/176 oder um 215 Statthalter von Lycia et Pamphylia war, als Mark Aurel oder Caracalla kleinasiatische Provinzen besuchten. Bernard Rémy geht davon aus, dass sein Vater 155 Suffektkonsul war und dass Numisius Iunior den Suffektkonsulat ca. 30 Jahre später, um 185, erreicht hat; laut Rémy war er vermutlich um 182 bis 184 Statthalter von Lycia et Pamphylia.